# Baja
Baja (Duits, historisch: Frankenstadt) is een stad in Hongarije. Baja ligt in het zuiden van het land op de linkeroever van de Donau in het zuidwesten van het comitaat Bács-Kiskun, waarvan het de tweede stad is, en in het noorden van de landstreek Bácska. Pécs ligt 78 km naar het westen van Szeged 121 km naar het oosten. Bij Baja ligt de zuidelijkste Donaubrug van Hongarije, een van de slechts vier Donaubruggen ten zuiden van Boedapest.
Baja was vroeger een belangrijke havenstad aan de Donau. Hart van de stad is het uitgestrekte Drievuldigheidsplein (Szentháromság tér), dat aan één zijde grenst aan de Kamarás-Duna, een vroegere Donau-arm. Aan dit plein staan het 18de-eeuwse stadhuis, dat oorspronkelijk een paleis van de familie Grassalkovich was, en het István Türr-museum. Dit stadsmuseum is genoemd naar de stafchef van de Italiaanse vrijheidsstrijder Garibaldi, die ook een van de initiatiefnemers was van de aanleg van het Panamakanaal. Naar hem zijn ook de Donaubrug en een uitkijktoren genoemd.
Behalve twee rooms-katholieke kerken in barokstijl heeft Baja twee Griekse-orthodoxe Servische kerken, de ene in de Táncsics Mihály utca 21, in laat-barokstijl ('Zopfstil') de andere in de Szabadság út 6 (barok). De vroegere synagoge van Baja is sinds 1985 als bibliotheek in gebruik.
Tussen 1920, toen de stad Zombor aan Joegoslavië was toegevallen, en 1950 was Baja de hoofdplaats van het romp-comitaat Bács-Bodrog. In dat jaar kwam het in het nieuwe comitaat Bács-Kiskun te liggen. In mei 2022 kreeg Baja de status van "stad met comitaatsrecht" (megyei jogú város).

## Donau-Zwaben
Baja is vanouds een centrum van de Donau-Zwaben. Deze Duitse immigranten vestigden zich hier vanaf 1712. Zij vormden tot 1946 circa 15% van de bevolking van "Frankenstadt", maar werden vervolgens grotendeels gedwongen Hongarije te verlaten. Dankzij het Ungarndeutsche Bildungszentrum is Baja voor de resterende Donau-Zwaben nog steeds een belangrijk cultureel centrum.

## Kamarás-Duna
De stad Baja ligt niet alleen aan de Donau, maar ook aan een zijarm, de "Kamarás" (zijarm)-Donau, ook wel Sugovica genoemd.
De eilandjes in de omgeving en de wat verspreid liggende baaien hebben van de stad een geliefd vakantieoord gemaakt.
Het strand en een camping met bungalows bevinden zich tegenover het hoofdplein op het Petőfi-eiland.
Het gebeurt weleens dat men 's morgens in de zomer even moet binnen blijven, daar ze per helikopter over de Kamarás-Duna cirkelen, met hun sproei-installatie tegen de grote hoeveelheid muggen, die in de "dode arm" vertoeven. In de winter treedt de Donau buiten zijn oevers en laat daarna in de zomer poelen en plassen achter, een "ideale" kweekplaats voor de muggenlarven.

## Partnersteden
Baja onderhoudt stedenbanden met Argentan (Frankrijk), Târgu Mureș en Sângeorgiu de Pădure (beide Roemenië), Labin (Kroatië), Thisted (Denemarken), Sombor (Servië) en Waiblingen (Duitsland).

## Geboren
- István Türr (1825-1908), militair en ingenieur
- Ede (Eduard) Telcs (1872-1948), beeldhouwer en medailleur
- Ferenc Berkes (1985), schaakgrootmeester
- Emese Kovács (1 maart 1991), zwemster

## Galerij

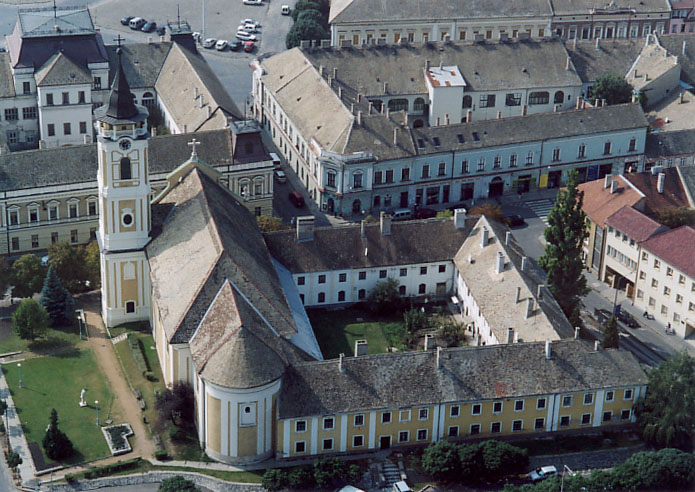
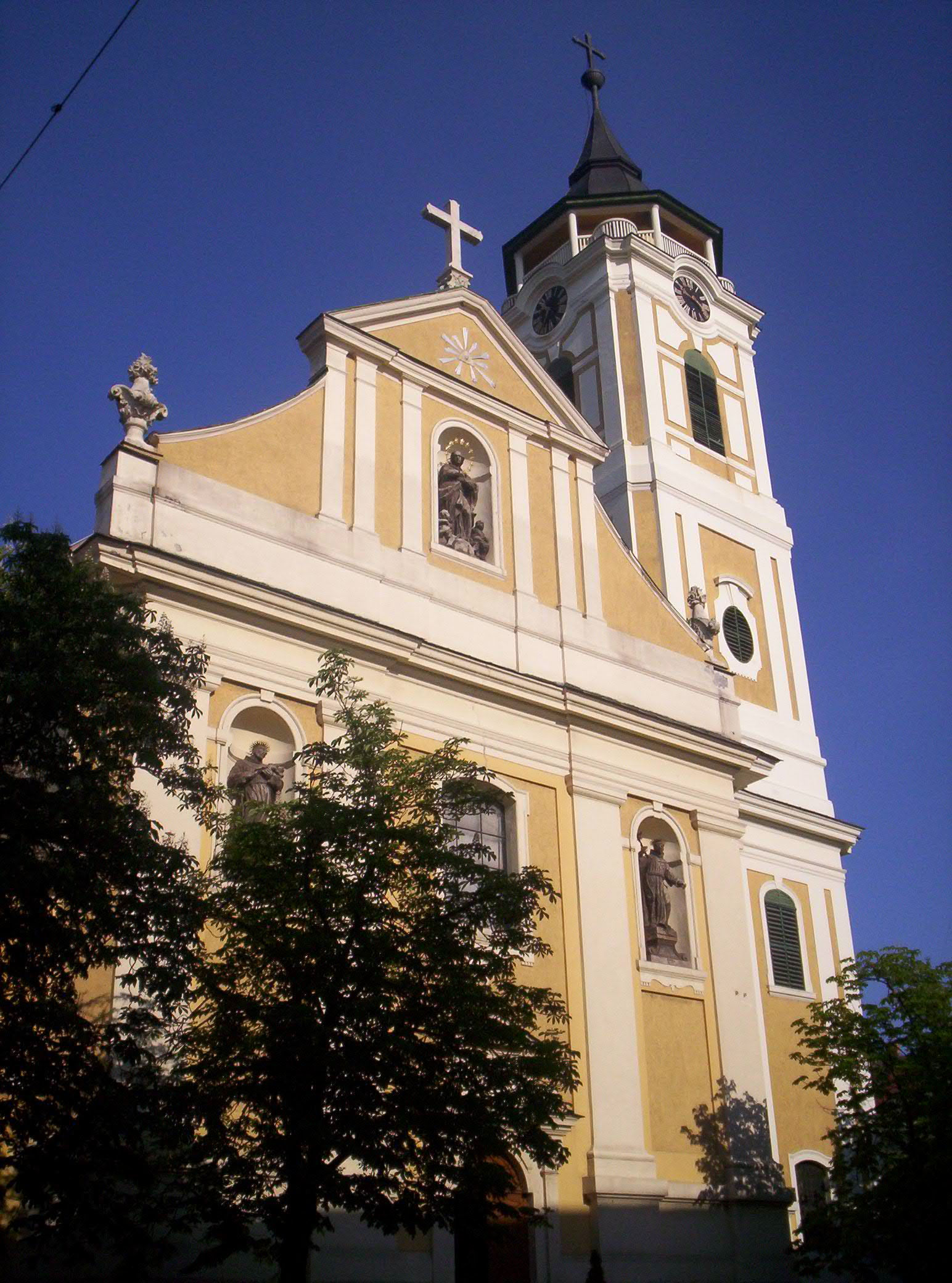
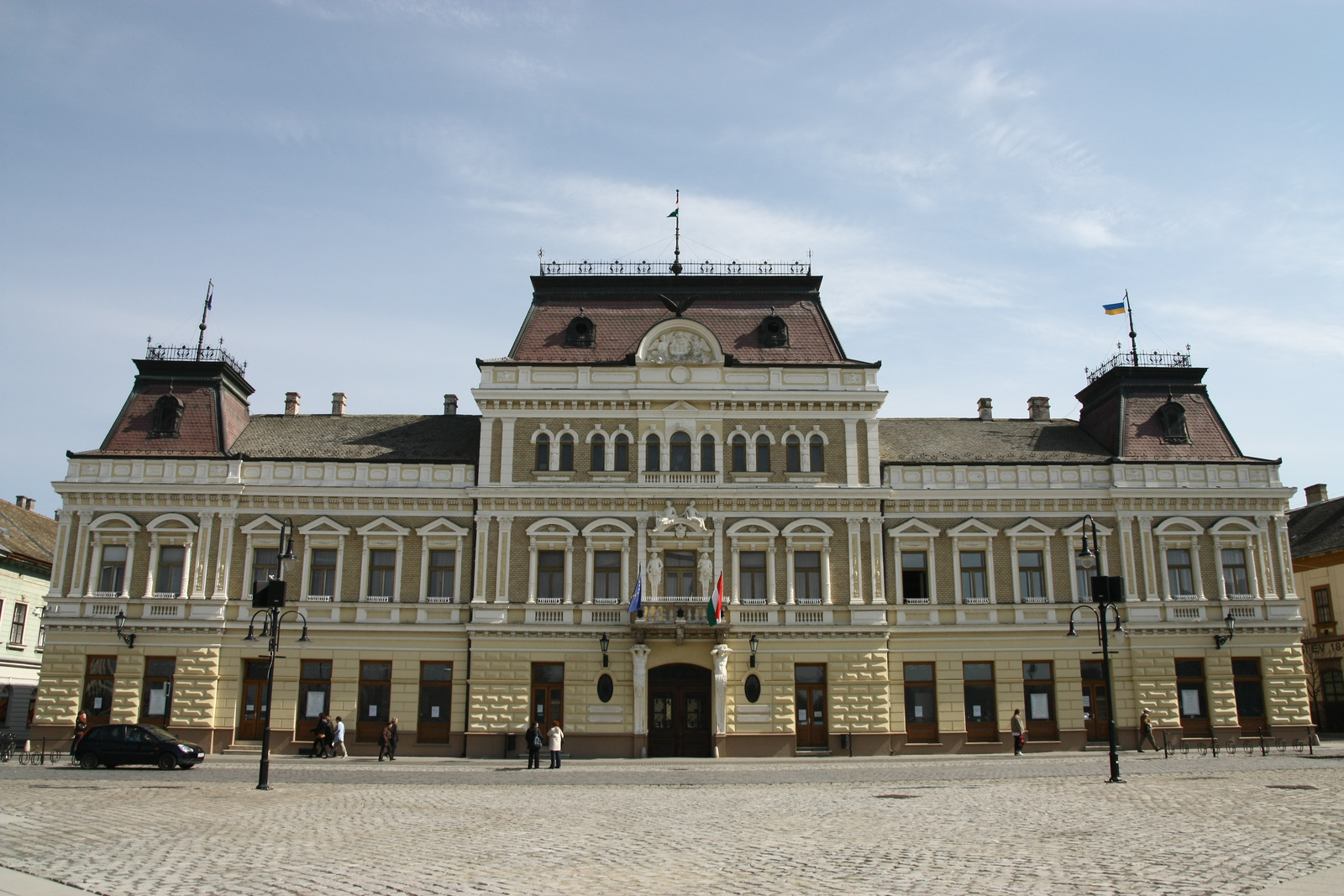
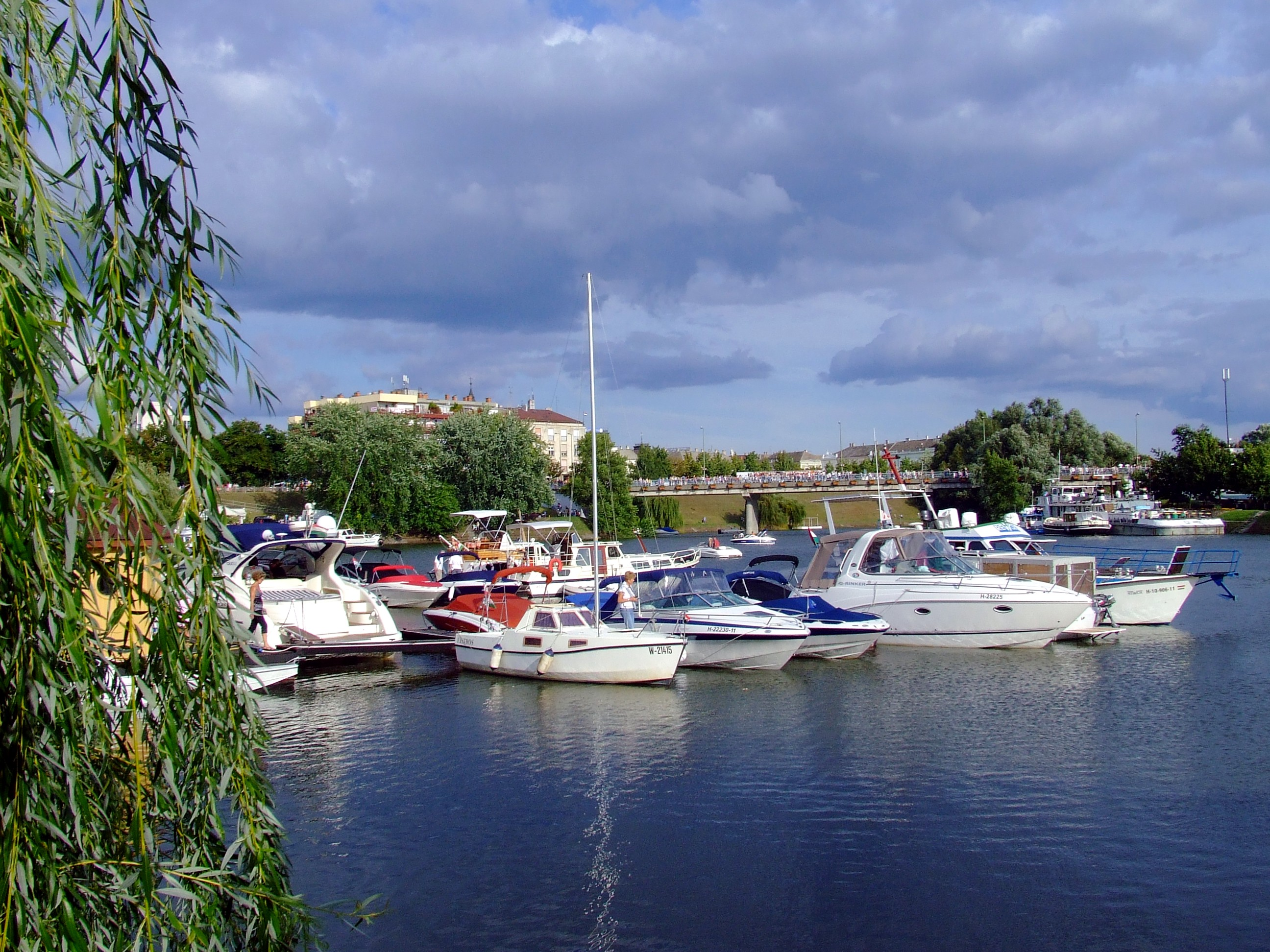
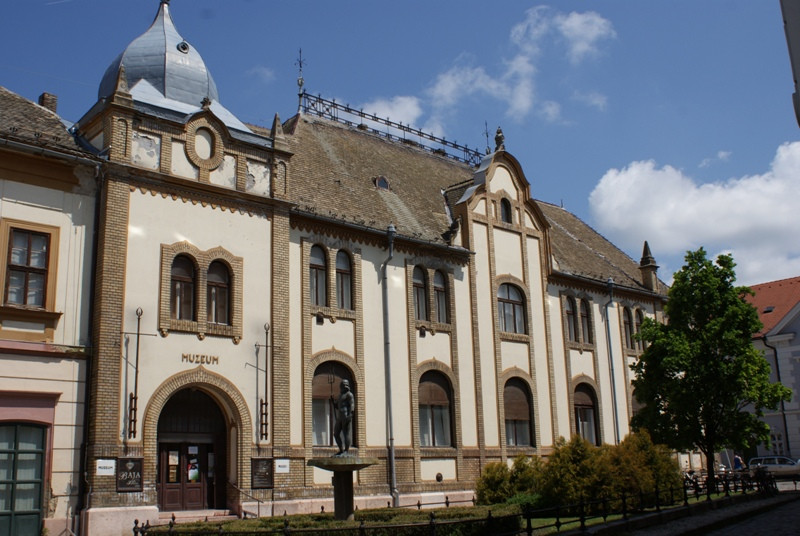
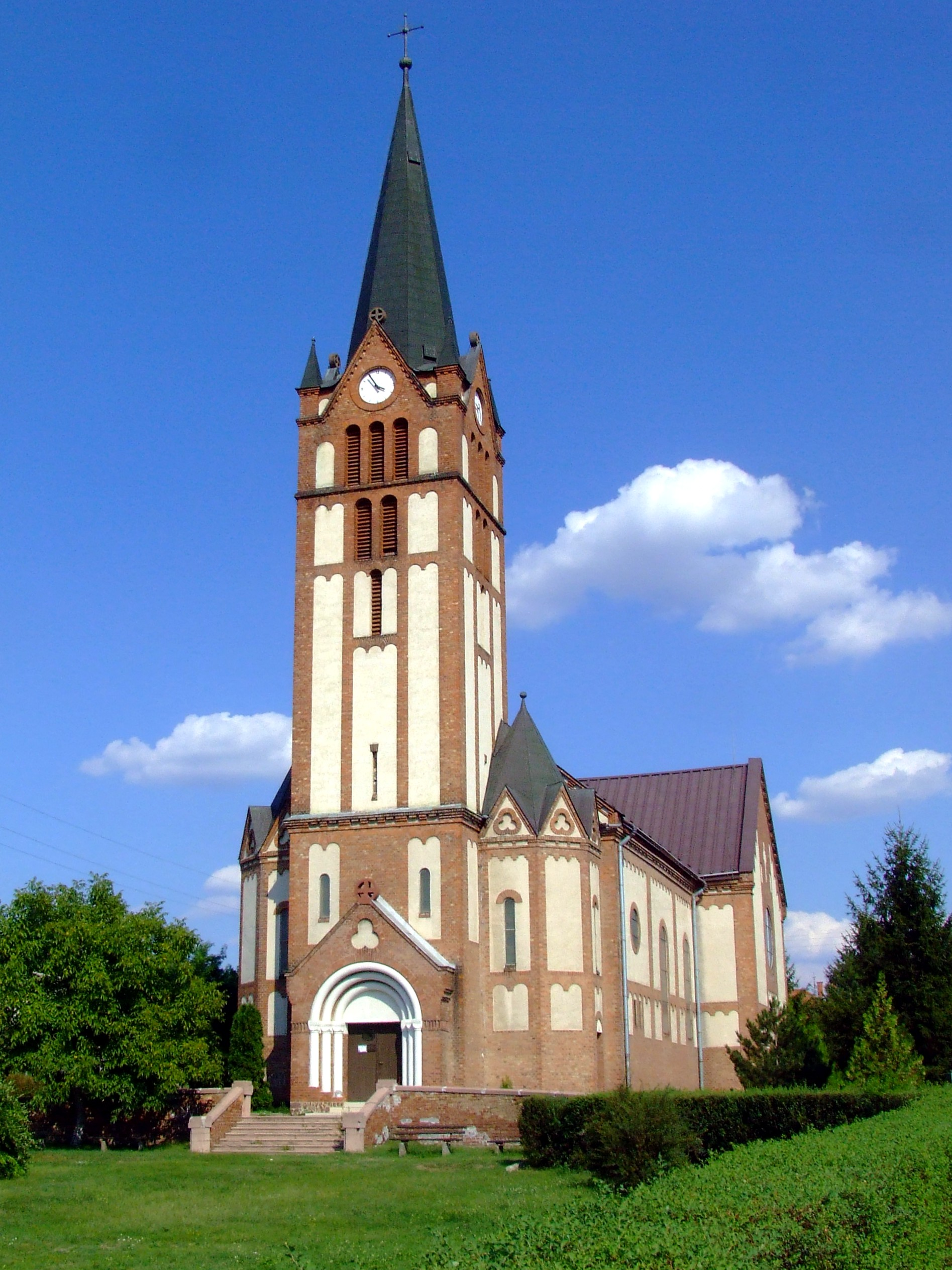
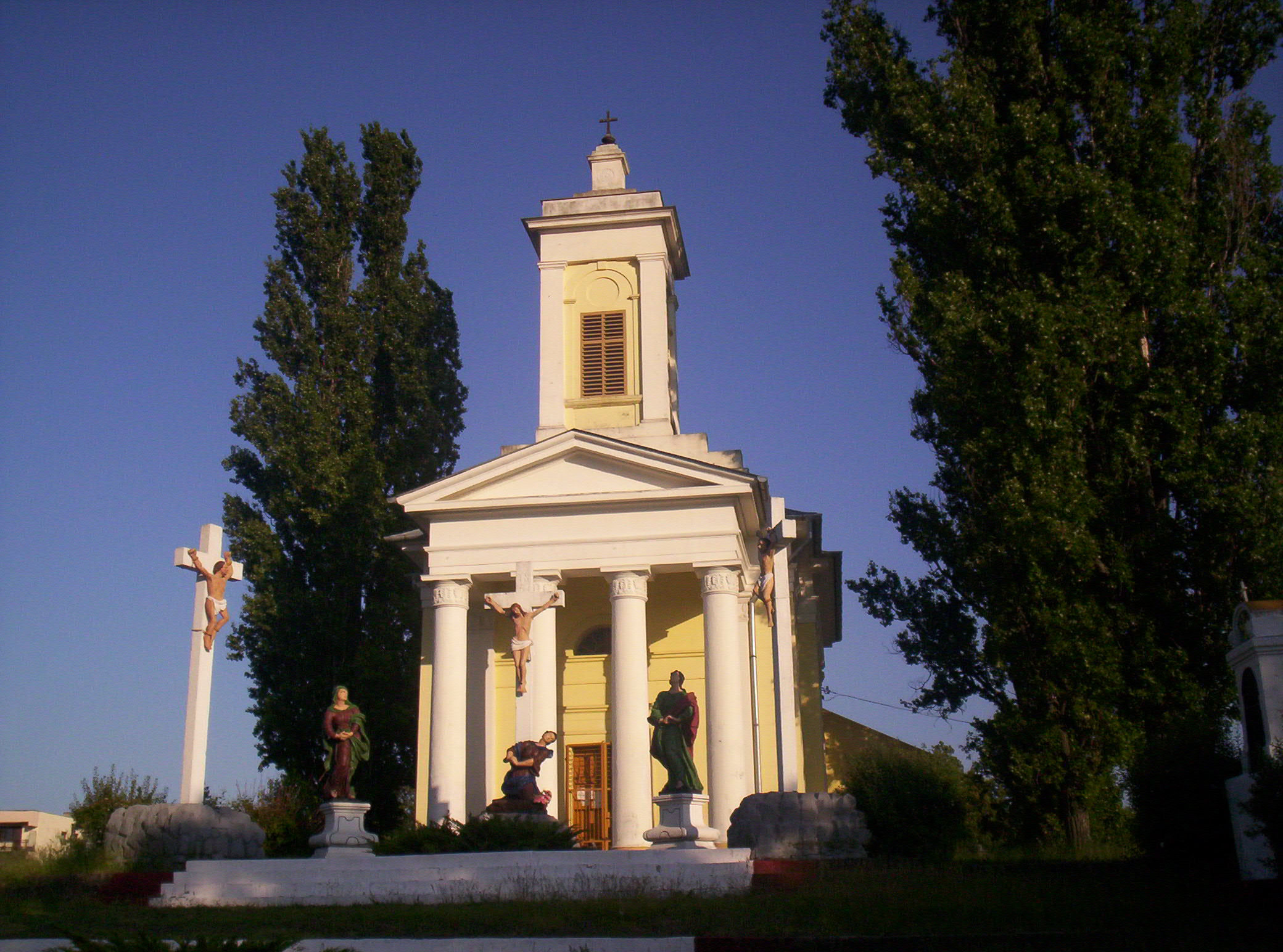
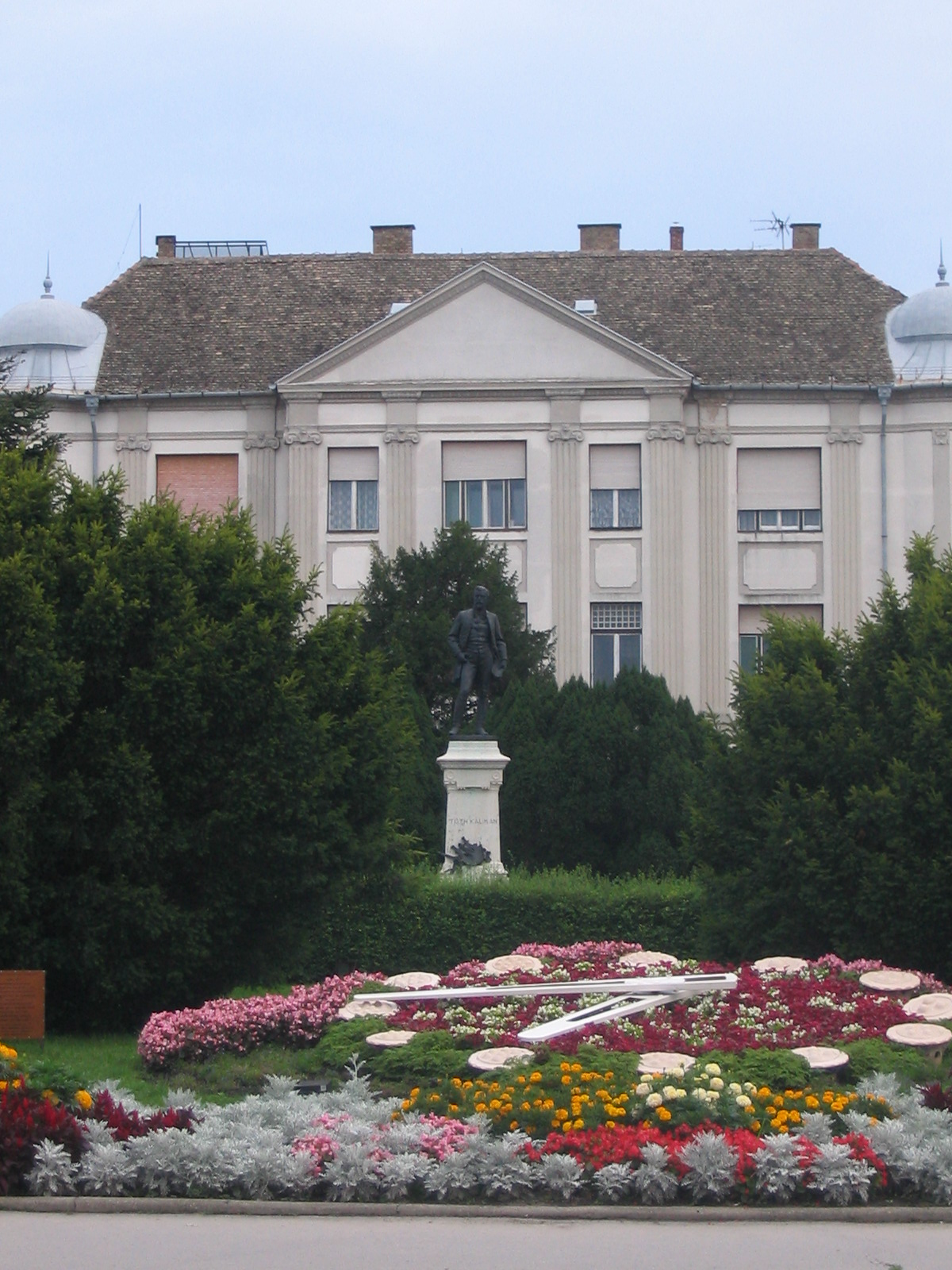